# 托尔瓦尼奥斯
托尔瓦尼奥斯，是西班牙卡斯蒂利亚-莱昂阿维拉省的一个市镇。总面积52平方公里，总人口121人（2001年），人口密度2人/平方公里。